# الجم
الجم (به عربی: الجم) یک منطقهٔ مسکونی در تونس است که در استان مهدیه واقع شده‌است. الجم ۲۱٬۵۷۶ نفر جمعیت دارد.